# Хандшин, Роман
Роман Хандшин (нем. Roman Handschin, 1 августа 1982, Мюнстерлинген) — швейцарский бобслеист, разгоняющий, выступал за сборную Швейцарии с 2004 года по 2011-й. Участник зимних Олимпийских игр в Турине, обладатель нескольких медалей Кубка мира, неоднократный победитель и призёр национальных первенств.

## Биография
Роман Хандшин родился 1 августа 1982 года в коммуне Мюнстерлинген, кантон Тургау. Активно заниматься бобслеем начал в 2004 году, тогда же в качестве разгоняющего прошёл отбор в национальную сборную и стал ездить на крупные международные старты, порой показывая довольно неплохой результат. В ноябре дебютировал в Кубке мира, на этапе в немецком Винтерберге финишировал двадцать вторым с двухместным экипажем и тринадцатым с четырёхместным. На остальных этапах сезона неизменно оказывался в двадцатке сильнейших, а на трассе американского Лейк-Плэсида остановился в шаге от призовых позиций, приехав с двойкой пятым. Благодаря череде успешных выступлений удостоился права защищать честь страны на зимних Олимпийских играх 2006 года в Турине, где, находясь в составе четырёхместного экипажа пилота Иво Рюэгга, занял восьмое место.
После Олимпиады Хандшин продолжил выступать на прежнем высоком уровне и в январе 2008 выиграл свои первые медали мирового кубка, три бронзовые награды (две в четвёрках и одна в двойках). На молодёжном чемпионате мира в австрийском Иглсе был десятым с двухместным экипажем и восьмым с четырёхместным, при этом на взрослом мировом первенстве в Альтенберге расположился на девятнадцатой строке в зачёте двоек и на пятой в зачёте четвёрок. В январе 2009 года на домашнем этапе Кубка мира в Санкт-Морице пополнил медальную коллекцию серебряной наградой, приехав вторым с двойкой, а завершил сезон участием в чемпионате мира, где закрыл лучшую десятку с двойкой и финишировал шестым с четвёркой. Год спустя добавил в послужной список ещё три медали мирового кубка, серебряную и две бронзовые, однако пробиться на Олимпийские игры в Ванкувер не сумел. В 2011 году ещё выиграл серебро на домашнем этапе в Санкт-Морице и занял двенадцатое место с четвёркой Беата Хефти на чемпионате мира в Кёнигсзее, но из-за высокой конкуренции в сборной вскоре принял решение завершить карьеру профессионального спортсмена, уступив место молодым швейцарским разгоняющим.